# Oceano
Az Oceano amerikai deathcore együttes. 2006-ban alakultak az illinoisi Cook megyében. Az évek alatt számtalan tagjuktól megszabadultak, jelenleg négy tag alkotja a zenekart. Öt nagylemezt jelentettek meg. Karrierjük kezdetén még grindcore zenekar voltak.

## Tagok
- Adam Warren - ének (2007-)
- Scott Smith - gitár (2014-)
- Chris Wagner - basszusgitár (2014-)
- Matt Kohanowski - dob (2017-)

## Diszkográfia
- Depths (2009)
- Contagion (2010)
- Incisions (2013)
- Ascendants (2015)
- Revelation (2017)